# Mokele-mbembe

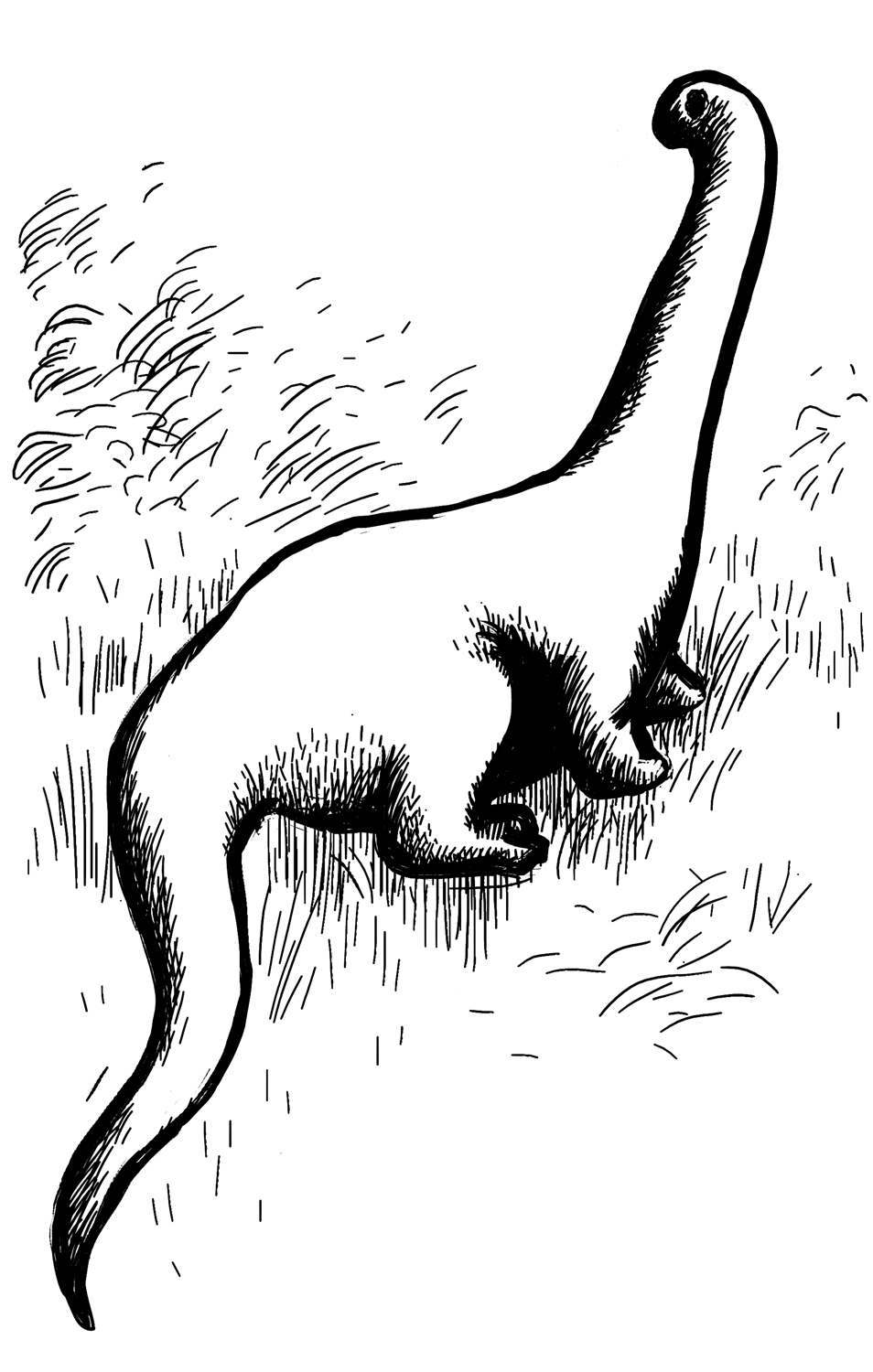
Esboço artístico do mokele-mbembe

Mokele-mbembe (Lingala: mókɛlɛ ᵐbɛ́ᵐbɛ, "aquele que interrompe o fluxo dos rios") refere-se a um criptídeo não reconhecido pela zoologia, que deveria viver ou ter vivido nos afluentes do rio Congo, que serve como uma fronteira natural entre a República Democrática do Congo, a República do Congo e Angola. Por causa de seu tamanho e morfologia, acredita-se que esteja relacionado ao Sauropodomorpha. Sua existência não é comprovada e permanece no reino da criptozoologia, devido à ausência de prova material de sua existência.
Durante o início do século XX, as descrições da entidade refletiram cada vez mais o fascínio do público com os dinossauros, incluindo aspectos de determinadas espécies de dinossauros agora conhecidas entre os cientistas como sendo incorretos, e a entidade tornou-se cada vez mais descrita ao lado de uma série de dinossauros que supostamente viveram na África. 
Com o tempo, a entidade tornou-se um ponto de foco em particular entre os adeptos das pseudociências da criptozoologia e do Criacionismo da Terra Jovem, resultando em inúmeras expedições lideradas por criptozoologistas e financiadas por criacionistas e grupos da Terra Jovem com o objetivo de encontrar evidências que invalidassem o consenso científico sobre evolução. O paleontólogo Donald Prothero observa que "a busca pelo Mokele Mbembe ... é parte do esforço dos criacionistas para derrubar a teoria da evolução e o ensino da ciência por qualquer meio possível". Além disso, Prothero observa que "as únicas pessoas à procura do Mokele-mbembe são ministros criacionistas, não biólogos da vida selvagem" .